# Apocephalus magnicauda
Apocephalus magnicauda är en tvåvingeart som beskrevs av Brown 2000. Apocephalus magnicauda ingår i släktet Apocephalus och familjen puckelflugor.
Artens utbredningsområde är Peru. Inga underarter finns listade i Catalogue of Life.